# Cécile Klusák

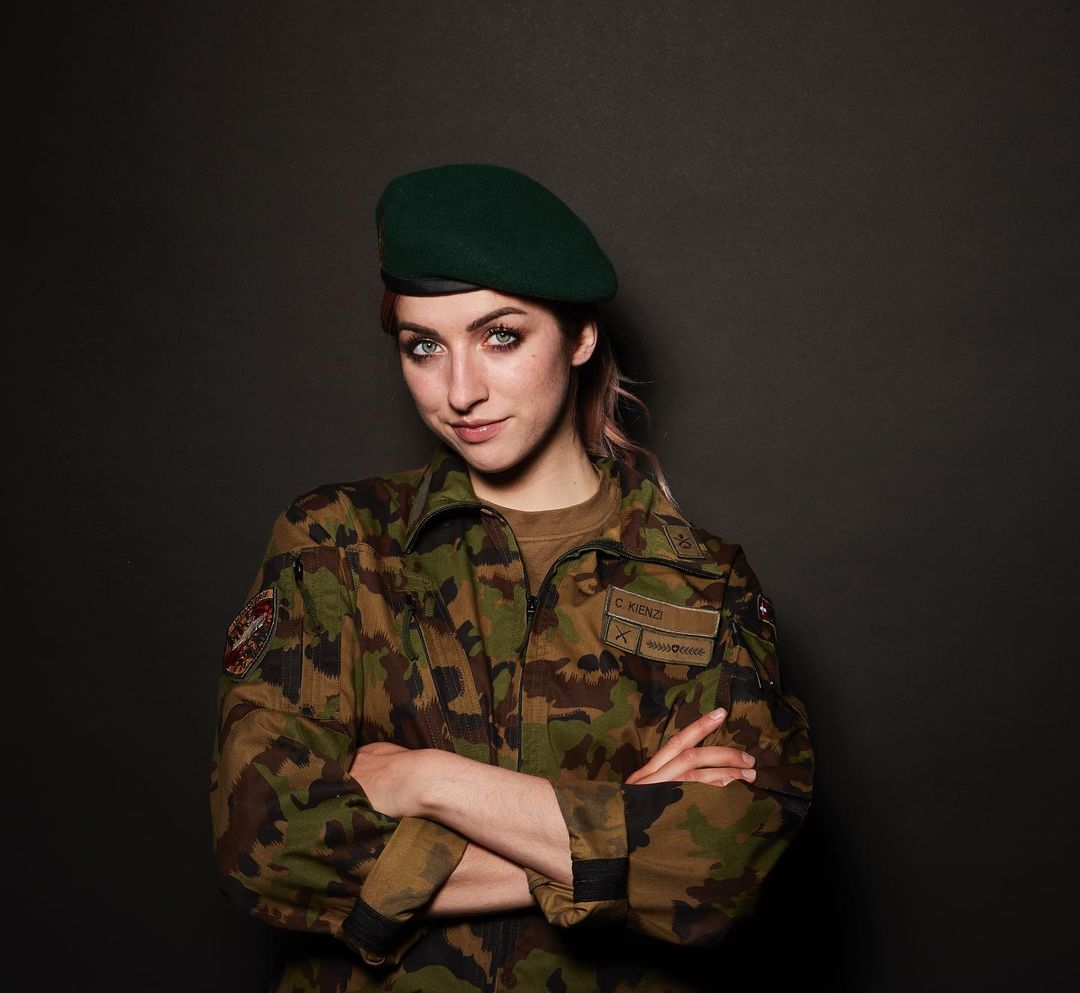
Cécile Kienzi, heute Cécile Klusák

Cécile Klusák (* 17. Juni 1997 in Zürich) ist eine Schweizer Journalistin, Podcasterin, Influencerin und Infanterist in der Schweizer Armee. Seit 2023 ist sie Co-Chefredaktorin der militärischen Zeitschrift Schweizer Soldat.

## Leben
Klusák arbeitete nach ihrer Lehre als Kauffrau bei Watson als Journalistin. Danach absolvierte sie die Rekrutenschule als Infanterist und verdiente als Wachtmeister ab. Danach arbeitete sie als Moderatorin beim SRF («Zwei am Morge») und als Videojournalistin bei 20 Minuten. Seit 2023 ist sie Chefredaktorin der militärischen Fachzeitschrift Schweizer Soldat und Nachfolgerin von Frederik Besse und studiert Psychologie an der Universität Zürich.  